# Estela de Narã-Sim da Acádia
A Estela de Narã-Sim da Acádia (Naram-Sin) conhecida como a Estela da Vitória, foi construída em Sipar por volta de 2 250 a.C.,  para comemorar a vitória do rei Narã-Sim da Acádia, sobre a tribo dos lulúbios das montanhas Zagros. Atualmente, está no Museu do Louvre, em Paris.
Nesta gravura, observa-se uma estilização das figuras humanas em relação às representadas na estela dos abutres.

## Formato da estela
É feito de arenito rosa e suas dimensões são 1,05 × 2 metros.

## Sobre a estela
Nele você pode ver uma paisagem montanhosa, com árvores, onde se desenrola uma cena em que a figura do rei Narã-Sim prevalece, maior que seus súditos e inimigos e coroada com um capacete com dois chifres, típico dos deuses. O rei vitorioso esmaga os cadáveres de seus inimigos com o pé, enquanto mata outros dois e alguns caem do penhasco. Os soldados acádios de nível inferior erguem a cabeça como sinal de admiração e respeito ao seu soberano. 
Um baixo-relevo semelhante no qual Narã-Sim também apareceu foi encontrado na Mesopotâmia, a poucos quilômetros a nordeste de Diarbaquir.